# Stenagrion
Stenagrion – rodzaj ważek z rodziny łątkowatych (Coenagrionidae).
Do rodzaju należą następujące gatunki:
- Stenagrion dubium (Laidlaw, 1912)
- Stenagrion petermilleri Hämäläinen, 1997